# Gnosticisme séthien

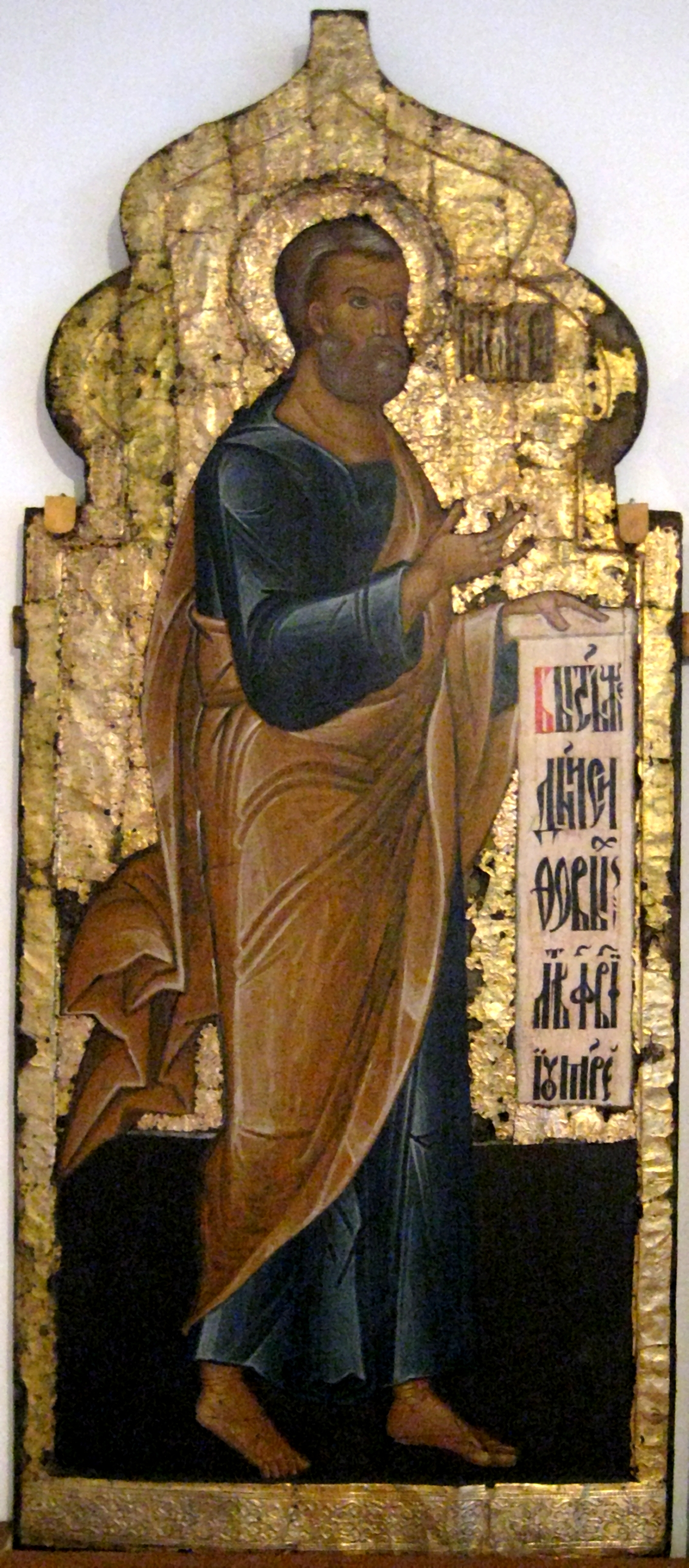
Seth.

Le gnosticisme séthien est un des principaux courants du gnosticisme antique, appelé ainsi parce que son corpus de doctrines est marqué par la figure biblique  de Seth, le troisième fils d'Adam et Ève.
La bibliothèque de Nag Hammadi désigne un corpus de textes de ce courant, en copte, découverts à Nag Hammadi, ville de haute Égypte, en 1945. 

## Pensée
"Les écrits 'séthiens' de Nag Hammadi ont nécessairement des sources communes. Ils s'inspirent du même fonds mythologique, qu'on peut mettre en évidence en relevant, dans la totalité du groupe ou dans une partie des écrits qui s'y rattachent, un certain nombre de thèmes mythologiques et de traits communs : existence d'une triade céleste, constituée du Père (l'Esprit invisible), de la Mère (Barbélô, dont le nom signifie 'Dieu en quatre') et de l'Enfant (Autogène) ; division triadique de l'éon de Barbélô en Kalyptos ('Caché'), Protophanès ('Premier Révélé'), Autogène ('Autoengendré') ; rôle salvifique des quatre Illuminateurs ou Luminaires du Fils Autogène (Harmozel, Oroïael, Daveïthé et Éléleth), qui sont les lieux où résident successivement l'Adam céleste, Seth et la semence de Seth ; agissements d'un démiurge mauvais, dénommé Yaldabaôth, Saklas, Samaël ou le Premier Archonte, qui cherche à détruire la semence de Seth ; partition de l'histoire en trois âges, marqués chacun par une manifestation du Sauveur ; prières extatiques ; expression de la transcendance divine par la négation de tous les attributs applicables aux autres êtres ; vocabulaire néoplatonicien ; insertion secondaire et facultative d'éléments chrétiens ; invocation d'une tétrade de serviteurs des quatre Illuminateurs, Gamaliel, Gabriel, Sa(m)blô et Abraxas ; appellation '(Pi)géradamas' appliquée à Adamas ; et rite baptismal des 'cinq sceaux'".
Contre cette présentation, Fr. Wisse (1978) estime qu'il n'existe pas un système séthien. 1) "Il n'y a jamais eu un groupe de gnostiques appelés séthiens". 2) "Le thème de la fonction révélatrice de Seth... est un lieu commun de la littérature juive et chrétienne." 3) De même pour le thème de Seth en tant que prototype de la race parfaite. 4) "Les prétendus écrits séthiens ne forment pas un ensemble homogène".
Tuomas Rasimus considère comme ophites la plupart des textes que Hans-Martin Schenke considère comme séthiens. Il recense comme ophites : Eugnoste le Bienheureux (Nag Hammadi Codex III.3), La Sagesse de Jésus-Christ (N.H.C. III.4), Écrit sans titre ou Sur l'origine du Monde (N.H.C. II.5), L'hypostase des Archontes (en) (N.H.C. II.4), en partie Livre des secrets de Jean ou Apocryphon de Jean (N.H.C. II.1), et les notices d'Irénée de Lyon (Contre les hérésies, I.30), de Celse (chez Origène, Contre Celse, VI.24-38), peut-être Témoignage véritable (en) (N.H.C., IX.3), la notice du Pseudo-Tertullien (Contre tous les hérétiques, II, 1-4), les notices d'Hippolyte de Rome sur les Pérates et les Naassènes (Philosophumena, ou Réfutation de toutes hérésies).
"Quatre des traités séthiens de Nag Hammadi portent la marque du médioplatonisme : les Trois Stèles de Seth, le Zostrien (en), l'  Allogène (en), le Marsanès (en)". : thème de l'Un ineffable, triade être-vie-pensée, monde intelligible coupé du monde sensible...

#### Sources patristiques
- Irénée de Lyon, Contre les hérésies (178-188), I,29 (chapitre sur les « Barbéliotes »). Trad. Adelin Rousseau (1965-1982), Cerf, 1991[RB 1].
- Hippolyte de Rome, Philosophumena, ou Réfutation de toutes les hérésies (vers 280). Trad. A. Siouville (1928), Archè, 1988 ; trad. H. van Kasteel, Beya, 2019, pp. 154-165.
- Épiphane de Salamine, Panarion (374-377), sections XVI, XXXIX, XL. Édition par Karl Holl, Panarion, Leipzig, J. C. Heinrichs, 1915-1933, t. 2 et 3. Traduction anglaise : The Panarion of Epiphanius of Salamis, par Frank Williams, Leyde, Brill, 1987-1994, 2 vol., XXX-359, XVIII-677 p. Sur les séthiens et les archontiques[RB 2]
- Philastre de Brescia, De Hæresibus (ou Diversarum hereseon liber, vers 380), 3. Traduction italienne 1991.

#### Textes séthiens
- Le traité sans titre du Codex Bruce (Anonyme de Bruce, ni édité ni traduit : Pierre Schallum, Phénoménologie du merveilleux, 1977, p. 114)
- 14 traités de la Bibliothèque de Nag Hammadi (liste de John D. Turner, apud Écrits gnostiques, Pléiade, 2007, p. XXXVII)
  - l'Apocryphe de Jean (Livre des secrets, de Jean, 4 copies (dont une du codex de Berlin) en deux versions (longue et courte) 
  - L'Hypostase des archontes (en) 
  - Le Livre sacré du Grand Esprit invisible (ou Évangile des Égyptiens) 
  - L'Apocalypse d'Adam 
  - Les Trois Stèles de Seth 
  - Zostrien (en) 
  - Melchisédech (nl)
  - Marsanès (en) 
  - Noréa (en)
  - Allogène (en) 
  - Le tonnerre, intellect parfait
  - Hypsiphrone (en)
  - (hors de la Bibliothèque de Nag Hammadi) Évangile de Judas .

- Bibliothèque Copte de Nag Hammadi, section textes, édition et traduction française, Peeters. T. 15 : L'Apocalypse d'Adam, 1985, 144 p. T. 24 : Zostrien (en), 2000, XXIV-709 p. T. 27 : Marsanès (en), 2000, XVI-500 p. T. 28 : Melchisédech (nl), 2001, XX-190 p. T. 30 : L'Allogène (en), 2004, XIV-292 p. T. 35 : Le livre des secrets de Jean. Recension brève, 2012, XII-392 p.
- Écrits gnostiques. La bibliothèque de Nag Hammadi, sous la direction de Jean-Pierre Mahé et de Paul-Hubert Poirier, Gallimard, "Bibliothèque de la Pléiade", 2007 : Le livre des secrets de Jean (ou Apocryphon de Jean, Nag Hamadi Codex II.1, III.1, IV.1, p. 217 sq.), L'hypostase des Archontes (en) (NHC II.4, p. 385 sq.), L'Évangile (gnostique copte) des Égyptiens (ou Livre sacré du Grand Esprit invisible, N.H.C. III.2, IV.2, p. 523 sq.), Apocalypse d'Adam (N.H.C. V.5, p. 789 sq.), Les trois Stèles de Seth (N.H.C. VII.5, p. 1233 sq.), Zostrien (en) (N.H.C. VIII.1, p. 1259 sq.), Melchisédech (nl) (N.H.C. IX.1, p. 1359 sq.), Noréa (en) (N.H.C., IX.2, p. 1383 sq.), Marsanès (en) (N.H.C., X, p. 1441 sq.), Allogène (en) (N.H.C. XI.3, p. 1551 sq.), La pensée première à la triple forme (en) (N.H.C. XIII.1, p. 1625 sq.). Liste de H.-M. Schenke, apud B. Layton, The Rediscovery of Gnosticism (1981).

#### Études sur le gnosticisme séthien
- John D. Turner Sethian Gnosticism: A Literary History in Nag Hammadi, Gnosticism and Early Christianity, ed. C.W. Hedrick and R. Hodgson; Peabody, MA: Hendrickson Publishers, 1986, p. 55-86 en ligne
- John D. Turner Typologies of the Sethian Gnostic Literature from Nag Hammadi in Colloque internationale sur les textes de Nag Hammadi, Université Laval, 15-22 septembre, 1993 (Louvain and Québec: Peeters and Presses de l'Université Laval, 1994), 169-217. en ligne
- Guy Stroumsa Another Seed: Studies in Gnostic Mythology (Nag Hammadi Studies 24; Leiden : Éditions Brill, 1984) extraits en ligne
- Jean-Marie Sevrin Le dossier baptismal séthien: études sur la sacramentaire gnostique

Volume 2 de la Bibliothèque copte de Nag Hammadi, Presses de l'Université Laval, 1986 
- John D. Turner Sethian gnosticism and the platonic tradition Volume 6 of Bibliothèque copte de Nag Hammadi, Presses de l'Université Laval, 2001 extraits sur googlebooks compte rendu